# شاهدخت تاچیبانا نو ناکاتسو
شاهدخت تاچیبانا نو ناکاتسو (انگلیسی: Princess Tachibana no Nakatsu؛ یکی از امپراتریس‌های ژاپن همسر امپراتور سنکا اهل ژاپن بود.